# Wanted Dead or Alive (сингл Тупака Шакура)
«Wanted Dead or Alive» — спільний сингл американських реперів Тупака Шакура й Снуп Доґґа із саундтреку фільму «Gridlock'd». Як семпл використано «Dance Floor» Zapp & Roger.

## Відеокліп
У кліпі показано намагання поліції спіймати Снупа й кадри з Тупаком. Сюжетна лінія схожа на «2 of Amerikaz Most Wanted», де також знялися обоє реперів. Режисер: Скотт Калверт.

## Список пісень
1. «Wanted Dead or Alive» (2Pac, Snoop Dogg) — 4:42
2. «Never Had a Friend Like Me» (2Pac) — 4:26
3. «Life Is a Traffic Jam» (Eight Mile Road, 2Pac) — 4:22

## Чартові позиції
| Чарт (1997)           | Найвища позиція |
| --------------------- | --------------- |
| Австралія             | 41              |
| Велика Британія       | 16              |
| Велика Британія (R&B) | 4               |
| Нова Зеландія         | 3               |
| Шотландія             | 38              |